# The Tenth Man
The Tenth Man é um filme de drama britânico de 1936, dirigido por Brian Desmond Hurst e estrelado John Davis Lodge, Antoinette Cellier e Athole Stewart. É baseado na peça homônima de W. Somerset Maugham.

## Elenco
- John Davis Lodge - George Winter
- Antoinette Cellier - Catherine Winter
- Athole Stewart - Lord Etchingham
- Clifford Evans - Ford
- Iris Hoey - Lady Etchingham
- Aileen Marson - Anne Echingham
- George Graves - Coronel Trent
- Bruce Lester - Edward O'Donnell
- Aubrey Mallalieu - Gerente do Banco